# M202A1 FLASH
M202A1 FLASH («Флэш», [flæʃ] с англ. «вспышка», бэкроним от англ. Flame Assault Shoulder Weapon, исходно XM191 MPFW) — американский лёгкий реактивный огнемёт, разработанный в конце 1960-х годов инженерами Эджвудского арсенала и военных лабораторий корпораций «Нортроп» (разработка огнемёта и ракетного двигателя, баллистические испытания) и «Брунсвик» (разработка огнесмеси, организация серийного производства) для замены струйных огнеметов и серийно производящийся с 1969 года до настоящего времени. Предназначен для поражения живой силы противника на открытой местности и в инженерно-фортификационных сооружениях, лёгкой небронированной техники или целей, скрытых в густой растительности.

## Предыстория

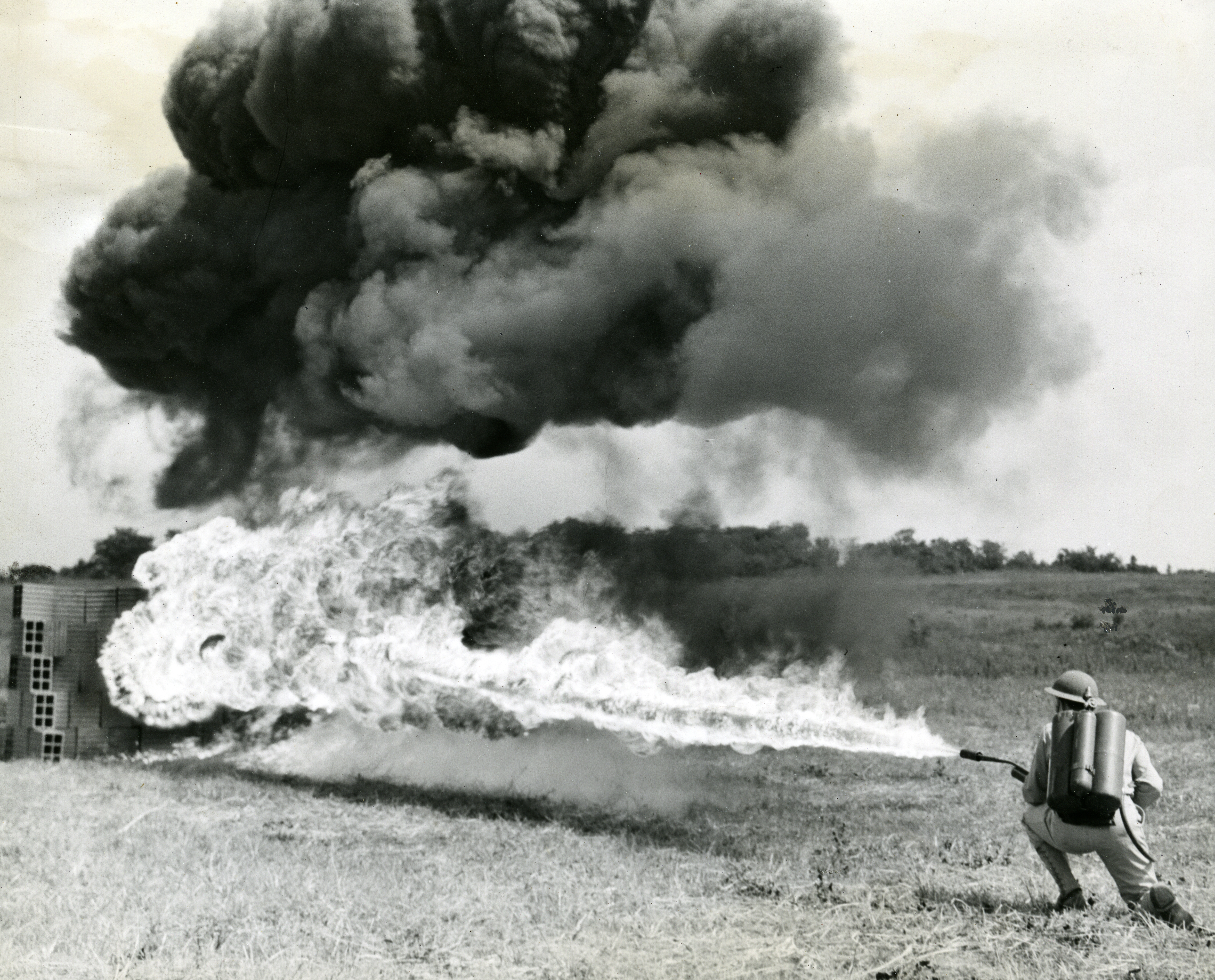
Пехотное зажигательное оружие США не сильно изменилось с момента появления и до 1960-х годов

Со времён окончания Второй мировой войны, огнемёты и другое зажигательное оружие пехоты в США не претерпели какой-либо существенной модернизации, ко второй половине 1960-х годов назрел вопрос создания и принятия на вооружение новых образцов зажигательного оружия, коим и явился «Флэш».

## История
Исходно, оружие имело индекс заказчика XM191 и другое название — MPFW (Multi-Shot Portable Flame Weapon — «многозарядный переносной огнемёт»). В отличие от всех предыдущих зажигательных боеприпасов в армейском арсенале, боеприпас огнемёта «Флэш» поступал в заводской комплектации в снаряжённом состоянии, готовом к применению, и существенно превосходил их эффективной дальности поражения целей. А так как с самого начала 1960-х годов Вьетнам стал фактически испытательным полигоном для всех передовых образцов вооружения и военной техники, огнемёт решено было испытать в боевой обстановке на партизанах НФОЮВ. В апреле 1969 года корпорация «Брунсвик» получила контракт на поставку в армию опытной партии в 1095 огнемётов XM202 и 16740 снаряжённых обойм XM74 к ним (66960 выстрелов) для полномасштабных испытаний в боевых условиях контингентом американских войск во Вьетнаме. На разработку и испытания огнемёта с момента начала работ в 1968 году и до закупки крупной опытной партии огнемётов и боеприпасов к ним из федерального бюджета было выделено $10,8 млн. Первыми, огнемёты получили подразделения сухопутных войск и КМП США. По итогам успешного применения в боевой обстановке, Армия заказала разработчикам проведение НИОКРов для создания аналогичных боеприпасов для стрельбы из танковой пушки или пусковой установки с боевой частью объёмом 15 литров огнесмеси.

## Задействованные структуры
В разработке и производства оружия и боеприпасов к нему были задействованы следующие коммерческие структуры:
- Огнемёт — Northrop Corp., Electro-Mechanical Division, Nortronics Division, Анахайм, Калифорния; Brunswick Corp., Technical Products Division, Шугар-Гроув, Виргиния;
- Боеприпасы — Northrop Carolina, Inc., Ашвилл, Северная Каролина;
- Обоймы — TRB, Inc., Кларкстон, Вашингтон.

## Устройство

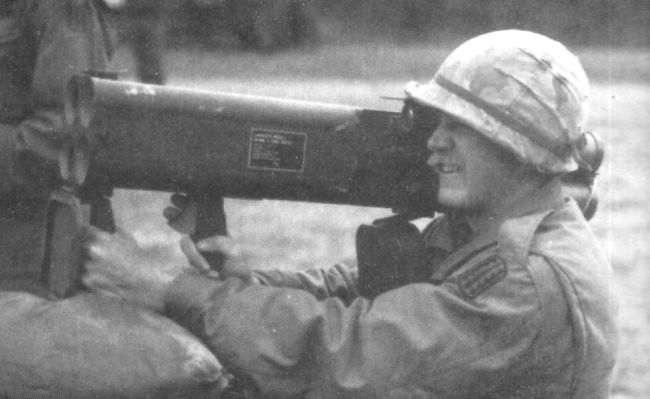
Прицеливание из огнемёта

M202A1 лёгкий реактивный огнемёт, в четырёх пусковых трубах которого размещаются 66-мм зажигательные реактивные выстрелы М74 длиной 21 дюйм (53,3 см) и весом три фунта (1,36 кг) с корпусом из полимерного материала стекловолоконного типа, оснащённые ракетными двигателями M45, которые придают им начальную скорость 110 м/с. Боевая часть начинена от 0,453 (на ранней стадии производства) до 0,6 кг полиизобутилена — загустевшей самовоспламеняющейся (от контакта с атмосферным воздухом в результате разгерметизации ёмкости от удара о поверхность) огнесмеси на основе триэтилалюминия, обеспечивающей поражение в радиусе до 20 метров и превосходящей по своей боевой эффективности напалм. При выстреле позади стрелка образуется опасная зона поражения демаскирующим пламенем глубиной не менее 15 метров. Дальность поражения: 200 метров — по индивидуальным целям, 640 метров — по групповым целям, 730 метров — предельная, при стрельбе по площадям.
Режимы стрельбы — одиночными снарядами или залпом.

## В популярной культуре
Широкую известность M202A1 получил благодаря использованию в фильме 1985 г. «Коммандо» с Арнольдом Шварценеггером в главной роли.
- Half-Life. Единожды используется силами спецназа, будучи приспособленным для стрельбы с треноги и ведя огонь не зажигательными, а обычными ракетами, стандартными для всех пушек и ракетометов в игре.
- В Far Cry присутствует реактивный гранатомет схожей конструкции.
- В Alien Shooter 2 одна из ракетных пусковых установок выглядит как M202A1. Как и в Half-Life, ведёт огонь обычными ракетами.
- Call of Duty: Black Ops. Появляется под названием «Жнец».
- В Soldier of Fortune появляется как несуществующая модель M202A2 со способностью выпускать заряды короткой очередью.
- В Team Fortress 2 в арсенале Солдата есть ракетомёт «Черный ящик», похожий на это оружие, но только с одной пусковой трубой.
- В Metal Gear Solid: Peace Walker есть несколько модификаций данного оружия.
- В серии игр Resident Evil Есть точная копия данного гранатомета, которая становится доступна в конце игры для убийства финального босса (Тирана) и при прохождении игры за определенное время или за мини-игры.
- В X-COM: Enforcer есть копия этого гранатомета, которую можно получить в процессе прохождения.
- В Wargame: Red Dragon есть подразделения, вооруженные M202.
- В Payday 2 есть гранатомёт Commando 101, являющийся копией M202 FLASH.
- В Enter the Gungeon есть гранатомёт Комм4нд0, название является отсылкой к фильму "Коммандо"
- В игре Scarface: The World Is Yours присутствует аналогичное по конструкции оружие под названием "Missile Launcher"
- В мобильной игре Tacticool есть супероружие RTFM у оперативника "Датч", являющийся копией M202 FLASH, в свою очередь сам оперативник "Датч" срисован с полковника Джона Метрикса.
- В игре World War Z (игра, 2019) присутствует аналогичное по конструкции оружие под названием "Four-rocket launcher"